# Christina Henke (Politikerin)
Christina Henke (* 29. Juni 1984 in Charkiw, Ukraine) ist eine deutsche Politikerin (CDU) und politische Beamtin. Seit dem 28. April 2023 ist sie Staatssekretärin für Bildung der Berliner Senatsverwaltung für Bildung, Jugend und Familie.

## Leben
Henke legte ihr Abitur 2005 ab und absolvierte anschließend von 2005 bis 2008 ein Bachelorstudium mit Lehramtsoption der Sozialkunde (Politikwissenschaft), Deutschen Philologie und Erziehungswissenschaften an der Freien Universität Berlin, von 2008 bis 2010 folgte der Masterstudiengang mit dem Abschluss mit des Ersten Staatsexamen. Von 2011 bis 2013 absolvierte sie das Lehramtsreferendariat an der katholischen Privatschule Gymnasium Marianum in Meppen, 2012 legte sie das Zweite Staatsexamen ab.
Henke war von 2004 bis 2008 als studentische Mitarbeiterin im Bundestagsbüro von Andrea Voßhoff tätig. Nach dem Absolvieren der Zusatzausbildung Deutsch als Zweitsprache (2006) war sie von 2007 bis 2008 unterrichtete sie als Lehrerin dieses Fach. 2009 lehrte sie als Vertretungslehrerin an der Loschmidt-Oberschule in Berlin-Charlottenburg, von 2010 bis 2011 am Oberstufenzentrum Kommunikations-, Informations- und Medientechnik und 2011 an der Hein-Moeller-Schule i. Von 2009 bis 2011 war sie Tutorin mit wissenschaftlichen Aufgaben am Zentrum für Lehrerbildung der Freien Universität Berlin. Von 2013 bis 2018 war sie als Lehrerin an der Anna-Freud-Schule, von 2018 bis 2023 als Oberstudienrätin und Qualitätsbeauftragte am Thomas-Mann-Gymnasium tätig.
Seit 2003 ist Henke Mitglied der Christlich Demokratischen Union Deutschlands. Ab 2013 war sie im Vorstand der CDU Prenzlauer Allee und der Frauen Union Berlin Pankow tätig, ab 2015 stellvertretende Landesvorsitzende der Frauen Union Berlin und seit 2022 ist sie Landesvorsitzende der Frauen Union Berlin. Im Zuge der Bildung des Senats Wegner wurde sie am 28. April 2023 zur Staatssekretärin für Bildung in der von Katharina Günther-Wünsch geführten Senatsverwaltung für Bildung, Jugend und Familie.